# Rață cu aripi albe
Rață cu aripi albe (Melanitta deglandi) este o rață de mare. Numele genului combină cuvintele grecești antice melas, care înseamnă „negru”, și netta, care înseamnă „rață”. Numele speciei îl comemorează pe ornitologul francez Côme-Damien Degland.

## Galerie

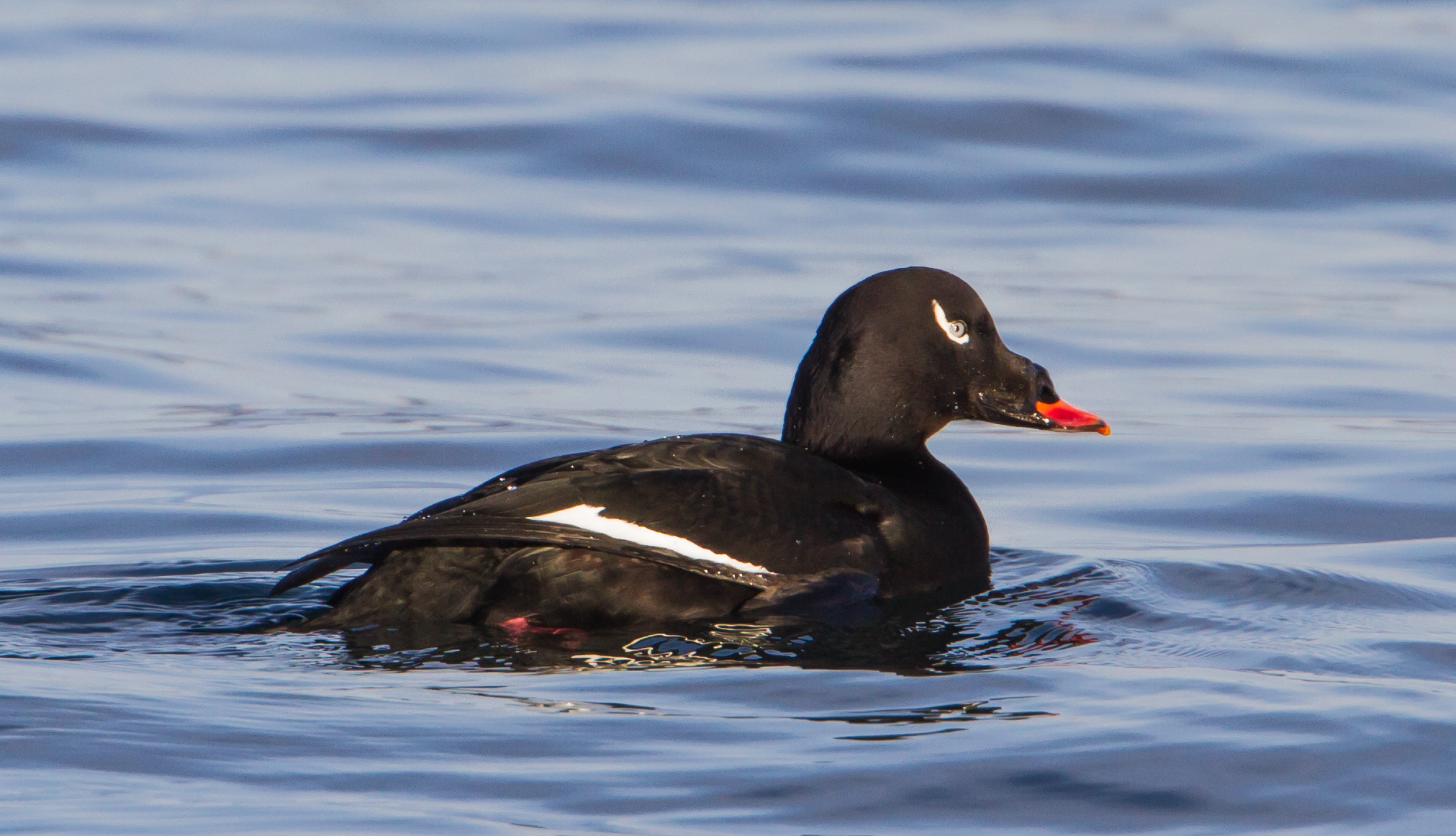
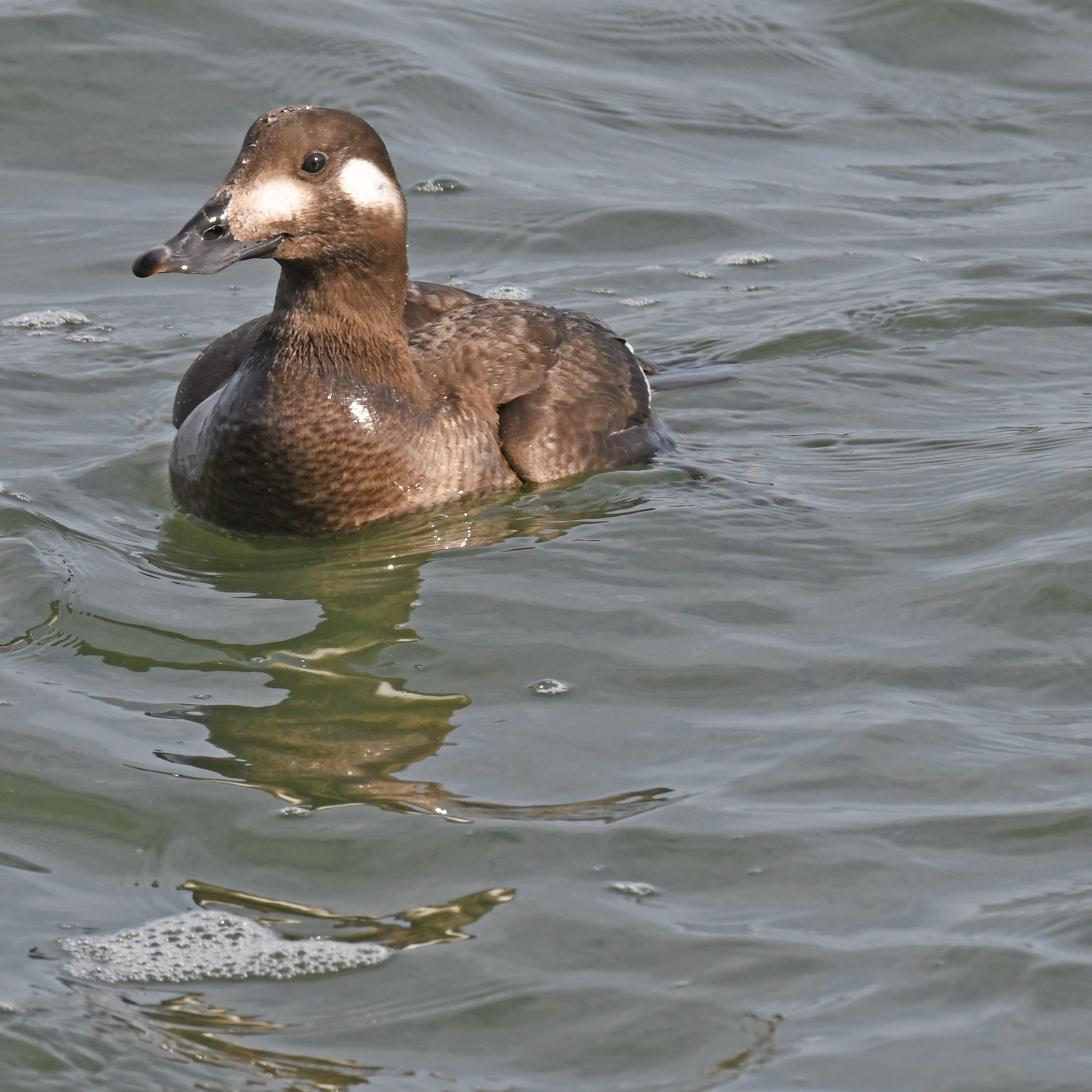
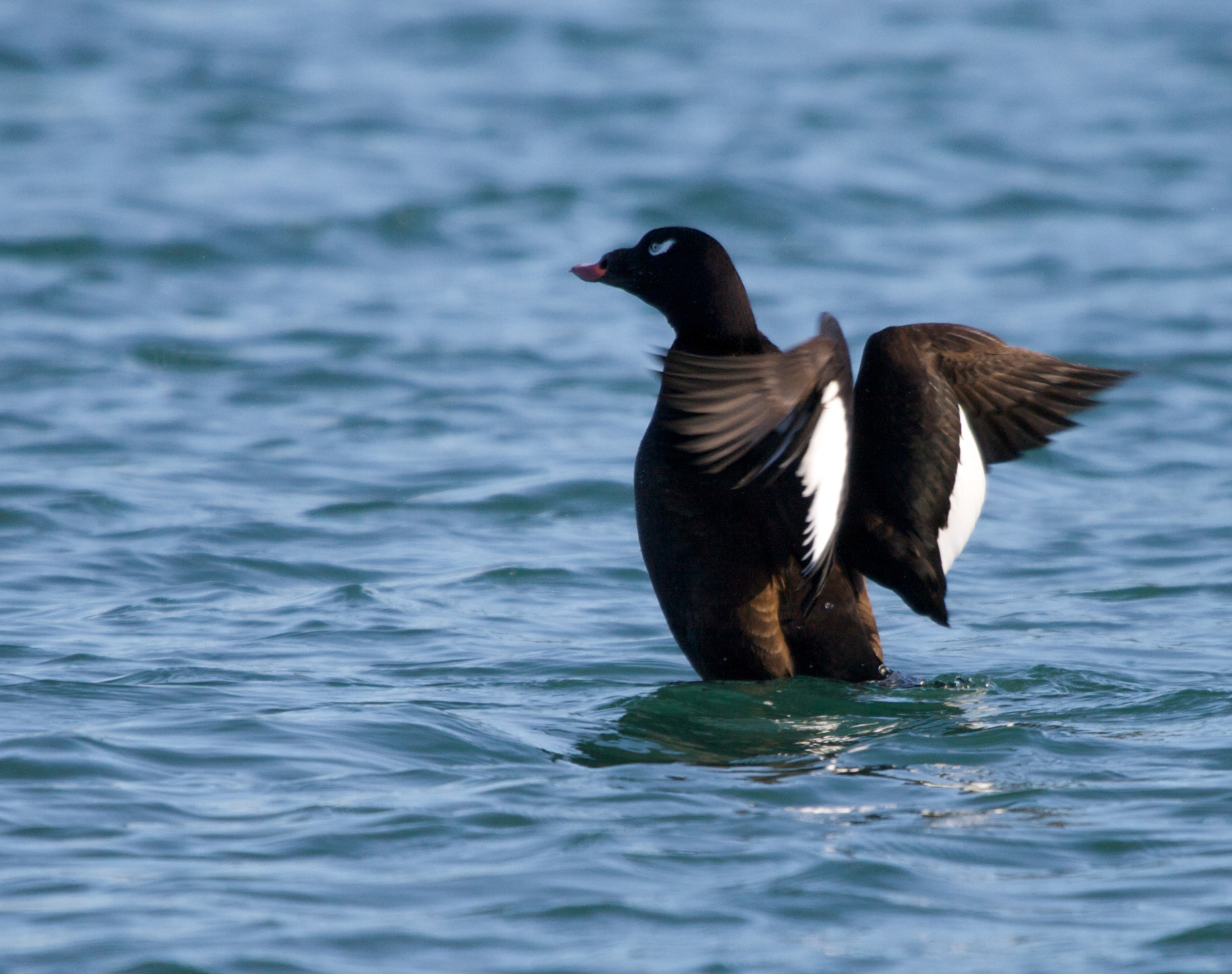